# Иван Билибин
Иван Јаковљевич Билибин (рус. Ива́н Я́ковлевич Били́бин; село Тарховка, околина Петрограда, 4. август 1876 — Лењинград, 7. фебруар 1942) је био руски сликар, илустратор и позоришни сценограф, члан сликарске групе „Свет уметности“.

## Биографија
Иван Билибин је рођен у породици војног лекара. Године 1888. уписује Прву Санктпетербуршку гимназију, коју завршава са сребрном медаљом 1896. године. Дипломирао је на Правном факултету Универзитета у Петрограду.
Године 1888. учи код сликара А. Ашбе у Минхену, а затим неколико година проводи под руководством Иље Рјепина у школи Марија Тенишевоја. Живи углавном у Санкт Петербургу. После оснивања уметничке групе „Свет уметности“ постаје њен активни члан.
Билибин 1899. године случајно долази у село Егни, у Весјегонском срезу Тверске губерније. Овде ће за бајку „Царевић Иван, Жар-птица и Сиви вук“ први пут насликати илустрације, које ће касније постати познате као „билибински“ стил.
Током 1902, 1903. и 1904. године Билибин обилази Вологодску, Олоњецку и Архангелску губернију, где управља етнографским одељењем Музеја дрвене архитектуре Александра III.
Уметнички таленат Ивана Билибина је јасно видљив у његовим илустрацијама руским народних бајки, али и у радовима у позоришној продукцији. Од 1899. до 1902. он прави серију од шест бајки, које објављује државна штампарија, затим иста штампарија издаје Пушкинове бајке са Билибиновим илустрацијама. Посебно су издате „Бајка о цару Салтану“ 1905. и „Бајка о златном петлу“ 1910. године. Током 1905. издана је бајка „Волга“ илустрована Билибиновим цртежима, а 1911. — бајка „Рослављев“ коју издаје „Общественная Польза“. У истом бајколиком стилу са древноруским орнаменталним мотивима Билибин прави поставку за оперу „Златни петао“ 1909. године у Зиминовом позоришту у Москви.
У духу француских мистерија представљених у „Чуду св. Теофила“, 1907, обнавља средњовековну религиозну драму; Шпанијом XVII века надахнути су костими у драми Лопеа де Веге „Фуентеовехуна“, у Калдероновој драми „Чистилиште св. Патрика“ — позоришне продукције Старог позоришта 1911. године. Хумористичка карикатура те исте Шпаније избија из водвиља Фјодора Сологуба „Част и освета“, коју Билибин поставља 1909. године.
Насловнице, корице књига и други Билибинови радови могу се наћи у журналима и часописима с почетка XX века, као што су „Свет уметности“ и „Златно руно“, које издају „Шиповник“ и „Московско књигоиздавашво“.
За време револуције 1905. године црта револуционарне карикатуре.
Учествује у оснивању Друштва за обнову уметности Русије 1915. године, заједно са многим уметницима свога времена.
После Октобарске револуције 1917. године, Билибин напушта Русију. Прво живи у Каиру 1920. године, а затим у Александрији, а 1925. се сели у Париз. У том периоду прави изванредне декорације за поставке руских опера. Билибина позивају да уради балет „Жар-птица“ Игора Стравинског у Буенос Ајресу и више опера у Брну и Прагу.
Током година он се мири са совјетском влашћу. Учествује у пројектовању зграде совјетске амбасаде у Паризу, за коју 1935—1936. прави монументални мурал „Микула Сељанинович“.
У домовину се враћа 1936. године бродом „Ладога“ и настањује се у Лењинграду. Билибин предаје на Руској Академији уметности, настављајући да ради као илустратор и позоришни сценограф.
Билибин умире током опсаде Лењинграда, 7. фебруара 1942. године у болници Руске Академије уметности. оследњи рад великог сликара је била припрема илустрација за бајку „Дјук Степанович“ 1941. године. Сахрањен је у заједничкој гробници професора Академије уметности на смоленском гробљу.

## Билибински стил
За билибински цртеж је каратеристична графичка презентација. Билибин би прво направио скицу будуће композиције — црне орнаменталне линије јасно ограничавају боје, дају им количину и перспективу у равни листа. Испуњавање воденим бојама црно-белог графичког цртежа служи само да нагалси постављене линије. Богато уоквиривање цртежа Билибин врши орнаментом.

## Радови
- 1899 — бајка „Царевић Иван, Жар-птица и Сиви вук“
- 1899—1900, 1902 — Василиса Прекрасна
- 1899 — „Принцеза жаба“
- 1900 — „Перо Финиста Светлог-сокола“
- 1900—1901 — „Марја Моревна“
- 1901—1902 — „Сестрица Аленушка и брат Иванушка“
- 1902 — „Бела кошуља“
- 1903 — бајка „Волга“
- 1904—1905 — „Бајка о цару Салтану“, А. С. Пушкина
- 1906 — „Бајка о златном петлу“, А. С. Пушкина
- 1908 — „Бајка о рибару и рибици“, А. С. Пушкина
- 1909 — опера „Златни петао“, Н. Римски-Корсакова
- 1911 — „Бајка о три царске диве и Ивашки, поповом сину“, А. С. Рослављева
- 1919 — „Иди туда - не знам куда, донеси то - не знам што...“

## Галерија
- Марја Моревна 1900—1900
- Марја Моревна 1900—1900
- Марја Моревна 1900—1900
- Марја Моревна 1900—1900
- Марја Моревна 1900—1900
- Марја Моревна 1900—1900
- Василиса Прекрасна 1899—1900, 1902
- Василиса Прекрасна 1899—1900, 1902
- Купци 1905
- Златни петао 1909
- Златни петао 1909
- Слово о походу Игореву
- Црвени коњаник 1899
- Иван-царевић и Жар-птица 1899
- Морозко
- Острво Бујан 1905
- Добриња Никитич
- Иља Муромец и Славуј-Разбојник
- Алконост
- Суд у време руске правде
- Бела кошуља
- Кикимора 1934
- Руслан и Људмила